# Livssyn
Et livssyn er den grundlæggende måde, hvorpå en person eller en samfundsmæssig gruppe forstår og fortolker tilværelsen eller virkeligheden. Det omfatter ofte en række overbevisninger, værdier, etiske principper og metafysiske antagelser, som hjælper med at danne ens syn på verden og ens ståsted i livet. Et livssyn er en overordnet ramme, der kan guide ens opfattelse af, hvordan man skal leve, hvad der er vigtigt, og hvordan man skal forholde sig til andre og til større eksistentielle spørgsmål. Synonymer til livssyn er livsanskuelse, livsopfattelse og livsindstilling.
Livssyn kan omfatte religiøse overbevisninger, men det behøver ikke nødvendigvis at være tilfældet. Der er både religiøse og ikke-religiøse livssyn. Det er vigtigt at understrege, at livssyn er dybt personlige og kan variere betydeligt fra person til person. Nogle mennesker følger et bestemt religiøst livssyn, mens andre identificerer sig med ikke-religiøse livssyn som humanisme, sekularisme eller spirituel men ikke-religiøs tilgang. Livssyn kan også udvikle sig over tid som reaktion på personlige erfaringer, uddannelse og eksistentielle refleksioner.

## Almindelige livssyn

### Kristent livssyn
Det kristne livssyn er baseret på troen på Jesus Kristus som Guds søn og frelser og følger de læresætninger, der er indeholdt i Det Gamle og Det Nye i Bibelen. Kristendommen er en monoteistisk religion, hvilket betyder, at den tror på eksistensen af én Gud. Dette koncept er kendt som trosbekendelsen. Kristne tror på Treenigheden, hvilket betyder, at Gud eksisterer som én væsenhed i tre personer: Faderen, Sønnen (Jesus Kristus) og Helligånden. Centralt i det kristne livssyn er troen på Jesus Kristus som Guds inkarnerede søn og frelser. Kristne tror, at Jesus kom til jorden for at frelse menneskeheden fra synd og død ved at ofre sit liv på korset og opstå fra de døde.

### Spirituelt men ikke religiøst livssyn
At have et spirituelt men ikke religiøst livssyn er en tilstand, hvor en person identificerer sig med og praktiserer åndelige værdier, men ikke følger eller er tilknyttet en religion. Dette er en stadig mere almindelig tilgang blandt mange mennesker i dag, der søger en personlig forbindelse til det åndelige uden at overholde traditionelle religiøse doktriner eller institutioner.
Spirituelle, men ikke religiøse, individer kan have en stærk interesse i selvudvikling og personlig vækst og eksperimentere med forskellige praksisser som meditation eller mindfulness. Mange, der betragter sig selv som spirituelle, men ikke religiøse, værdsætter åbenhed og tolerance over for forskellige overbevisninger. De kan anerkende, at der er mange veje i livet og respektere andre menneskers valg.

### Sekulært livssyn
Et livssyn, der adskiller religion fra offentlige anliggender og søger at basere beslutninger og normer på ikke-religiøse principper. Det indebærer, at man baserer samfundsmæssige beslutninger og normer på sekulære, ikke-religiøse principper og værdier. Sekularisme forsvarer normalt ideen om religiøs frihed og pluralisme, samtidig med at man opretholder en adskillelse mellem religion og statslige institutioner.

### Humanistisk livssyn
Humanistisk livssyn er et livssyn, der centrerer sig om mennesket og menneskelige værdier uden nødvendigvis at involvere religiøse overbevisninger. Det er en tilgang til livet og moral, der fokuserer på menneskelig værdighed, fornuft og etik, og det søger at skabe en meningsfuld og etisk vejledning baseret på menneskelige erfaringer og rationalitet.
Humanister anerkender og respekterer den iboende værdighed og værdi af hvert enkelt individ, uanset deres baggrund, tro eller karakteristika. Humanister søger at udvikle etisk adfærd baseret på empati, medfølelse og fornuft. Etik bygger ofte på principper om menneskerettigheder, social retfærdighed og personlig ansvar.

### Ateistisk livssyn
Ateistisk livssyn er kendetegnet ved manglen på tro på eksistensen af guder eller guddommelige kræfter. Ateister afviser troen på en personlig Gud eller guddomme og baserer deres opfattelse af verden og deres etiske valg på sekulære, ikke-religiøse principper. Det er vigtigt at bemærke, at ateisme i sig selv ikke udgør et komplet livssyn, da det kun angiver fraværet af tro på guder. Ateister kan have forskellige filosofiske og etiske overbevisninger, og de kan adoptere forskellige livssyn og verdensanskuelser.

### Agnostisk livssyn
Agnostisk livssyn er kendetegnet ved en holdning af tvivl eller usikkerhed vedrørende eksistensen af guder eller guddommelige kræfter. Agnostikere erkender, at spørgsmålet om guddommelig eksistens er komplekst og måske ikke fuldt ud kendt eller forstået. Agnosticisme adskiller sig fra ateisme ved, at agnostikere ikke nødvendigvis afviser muligheden for guder, men de mener, at det er umuligt eller svært at opnå vished eller sikkerhed vedrørende denne eksistens.

### Muslimsk livssyn
Muslimsk livssyn er baseret på islam, en monoteistisk religion, der er grundlagt på læresætningerne, der blev åbenbaret for profeten Muhammed gennem Koranen, islams hellige skrift. Den grundlæggende trosbekendelse inden for islam er Shahada, der er udsagnet om, at der er ingen gud undtagen Allah, og Muhammed er Hans profet. Dette er grundlæggende for muslimers tro og identitet.
Bøn er en central del af det muslimske livssyn. Muslimer er forpligtet til at bede fem gange dagligt, og disse bønner er rettet mod Allah. Bønnerne foregår ved fastsatte tidspunkter og involverer specifikke ritualer og bevægelser.
Zakat henviser til den obligatoriske almisse eller velgørenhed, som muslimer skal give til de fattige og trængende. Det er en af de fem søjler i islam og tjener til at fremme social retfærdighed og solidaritet.

### Eksistentielt livssyn
Et eksistentielt livssyn er en filosofisk tilgang til livet, der fokuserer på individets eksistens og de grundlæggende spørgsmål, som mennesker står overfor i deres liv. Det eksistentielle perspektiv lægger vægt på den enkeltes frihed og ansvar og betoner det vigtige i at kunne foretage personlig valg.

### Naturalistisk livssyn
Et naturalistisk livssyn, også kendt som naturvidenskabeligt livssyn eller naturisme, er en tilgang, der betragter naturen og det fysiske univers som den eneste virkelighed. Den naturalistiske tilgang hævder, at alle fænomener i verden kan forklares gennem naturlovene og videnskabelig forståelse, og den afviser eksistensen af overnaturlige eller transcendente kræfter.

### Nihilistisk livssyn
Nihilisme beskriver en generel afvisning af eller ligegyldighed over for grundlæggende værdier, betydning eller formål i tilværelsen. Et nihilistisk livssyn mener ofte, at livet er meningsløst, at der ikke er nogen objektive moralske værdier, og at intet har intrinsisk betydning.
Mange, der udforsker nihilistiske ideer, gør det som en form for intellektuel øvelse for at udfordre eksisterende konventioner og overveje alternative synspunkter. Der er dog også dem, der bruger nihilismen som en livsholdning og oplever en form for apati eller ligegyldighed over for eksistensen.